# Tito Quíncio Crispino Valeriano
Tito Quíncio Crispino Valeriano (em latim: Titus Quinctius Crispinus Valerianus) foi um senador romano da gente Quíncia nomeado cônsul sufecto em 2 com Públio Cornélio Lêntulo Cipião. É possível que ele seja um membro da gente Valéria adotado por Tito Quíncio Crispino Sulpiciano, cônsul em 9 a.C. e um dos muitos acusados de adultério com Júlia, filha do imperador Augusto. Quíncio foi  curator locorum publicorum iudicandorum em 14 e, em 27, foi admitido entre os irmãos arvais.